# Luftmunitionsanstalt Crawinkel
Die Luftmunitionsanstalt Crawinkel, offiziell auch Luftmunitionsanstalt 1/IV, war eine Munitionsanstalt der deutschen Luftwaffe in einem Waldgebiet bei Crawinkel im heutigen Landkreis Gotha in Thüringen. In den letzten Monaten des Zweiten Weltkrieges wurde ein Teil des Geländes der Munitionsanstalt (kurz: Muna) für ein KZ-Außenlager des Konzentrationslagers Buchenwald genutzt.

## Geschichte
Im Jahr 1934 begann der Bau der Muna im Waldgebiet zwischen Crawinkel, Ohrdruf und Wölfis. Die Einweihung erfolgte am 10. Mai 1935. Die Anstalt sollte der Endmontage und Lagerung von bis zu 2.300 Tonnen Bomben, Granaten und Munition im Zuge der Aufrüstung der Wehrmacht dienen. Hierfür wurden 65 zur Tarnung mit Erde bedeckte Munitionslagerhäuser (Bunker) vom Typ MH 20 (Munitionshaus 20) zu Lagerung von je 20 t Munition, und weitere Lagergebäude für jeweils 10 bis 30 Tonnen Munition errichtet. Das Gelände wurde mit einem 30 km langen Straßennetz erschlossen, der Bahnhof Crawinkel – an der Bahnstrecke Gotha–Gräfenroda gelegen – erhielt ein Verladegleis. Zur Gewährleistung des Brandschutzes wurde ein dichtes Netz an Löschwasserteichen errichtet. Neben dem Munitionsbetrieb und -lager gab es auf dem Gelände einen Verwaltungsbereich mit Sozial- und Wohngebäuden, medizinischer Station, Wachlokalen, Garagen und Anlagen für die Energieversorgung. Der Kommandeur sowie Offiziere, Soldaten und Feuerwehrangehörige waren in einer Siedlung außerhalb der Munitionsanstalt untergebracht.
Anfang 1945 wurden etwa 50 Bunker geräumt und mit Stacheldraht umzäunt, um dort KZ-Häftlinge unterzubringen. Auf dem Gelände der Muna entstand das sogenannte Lager C als Teillager des Außenkommandos S III des Konzentrationslagers Buchenwald. Zwischen 3.000 und 6.000 Häftlinge wurden in das Lager gebracht, die im Rahmen des „Sonderbauvorhabens“ S III Stollenanlagen für ein Führerhauptquartier im nahe gelegenen Jonastal errichten mussten. Bis zu 80 Häftlinge wurden in jeden der 15 × 15 Meter großen Bunker ohne Fenster und Heizung untergebracht. Es handelte sich überwiegend um sowjetische Kriegsgefangene und jüdische KZ-Häftlinge. Viele überlebten die Bedingungen in dem Lager und die Zwangsarbeit beim Bau der Stollen nicht.
Im Juli 1945 übernahm die Rote Armee das nun in der Sowjetischen Besatzungszone liegende Areal. Die sowjetischen Besatzer sprengten 1946 die meisten der Munitionshäuser. Zu Zeiten der DDR entstand auf dem Gelände ein Tanklager für die Errichtung einer taktischen Treibstoffreserve der Sowjetarmee. Es umfasste 380 Tanks mit einem Gesamtvolumen von ca. 10.000.000 Litern.

Nach dem Abzug der sowjetischen Besatzer übernahm 1992 die Landesentwicklungsgesellschaft Thüringen das Areal aufgrund einer Vereinbarung zwischen dem Bund und Thüringen und begann 1998 mit ersten Rückbau- und Sanierungsmaßnahmen. 

## Altlastensanierung und Nachnutzung
2007 bis 2014 erfolgte für acht Millionen Euro die endgültige Kampfmittelbeseitigung, Altlastensanierung sowie der vollständige Rückbau aller noch vorhandenen Gebäude, Bunkeranlagen und Montagehallen. Hierbei wurden 174.776 Stück Munition mit einem Gesamtgewicht von 70,4 Tonnen, überwiegend noch aus Beständen des Deutschen Reiches, beräumt. Mit dem Auffinden von 1.319 Stück Kampfmittel pro Hektar war das Areal die am höchsten mit Kampfmitteln belastete Fläche Thüringens.
Die Ruine von einem der Munitionshäuser vom Typ MH 20 ist als Gedenkstätte erhalten geblieben. Hier wurde ein Informationspunkt eingerichtet, an dem auf drei Informationstafeln Auskunft über die Geschichte der Luftmunitionsanstalt und die Sanierung des Geländes gegeben wird.